# 堀江珠喜
堀江 珠喜（ほりえ たまき、1954年5月4日 - ）は、日本の英文学者、比較文学者。大阪府立大学名誉教授。

## 経歴
兵庫県西宮市生まれ。神戸女学院中学部・高等学部、神戸女学院大学文学部英文科卒業。神戸大学大学院文化学研究科博士課程修了。学術博士。大阪府立大学助教授を経て教授。三島由紀夫とオスカー・ワイルドの耽美主義、猫の文学誌、サド・マゾヒズムなどを関心領域とする。2003年より、関西文學新人賞選考委員。事実婚をしている。

## 著書
- 『ワイルドの時代 世紀末風俗雑話』JCA出版 1984
- 『世紀末御伽草子 ある小悪魔の囁き』近代文芸社 1984
- 『サロメと世紀末都市 ワイルドに於ける悪の系譜』大阪教育図書 1984
- 『薔薇のサディズム ワイルドと三島由紀夫』英潮社 1992
- 『ベルエポック花模様』北宋社 1992
- 『助教授の大学講座・二十章』北宋社 1993
- 『悪女の手帖 女ごころ174葉』北宋社 1993
- 『猫の比較文学 猫と女とマゾヒスト』ミネルヴァ書房 1996
- 『妾』 北宋社 1997
- 『恋愛作法』北宋社 1997
- 『ロイヤルドルトン 英国の名窯』京都書院 1997
- 『失敗しない男性選び』燃焼社 1998
- 『ワイルドとホームズとサロメのレヴュー世界』北宋社 2000
- 『男はなぜ悪女にひかれるのか 悪女学入門』平凡社新書 2003
- 『なぜ、男は女の気持ちがわからないのか それでも一緒にいたい?36人のダメ男たち』ゴマブックス 2004
- 『団鬼六論』平凡社新書 2004
- 『「人妻」の研究』ちくま新書 2005
- 『純愛心中 「情死」はなぜ人を魅了するのか』講談社現代新書 2006
- 『おんなの浮気』ちくま新書 2006
- 『悪女の老後論』平凡社新書 2007
- 『名言に学ぶ恋愛の扉36章 恋愛上手はビジネス上手』国書刊行会 2008
- 『寝取られた男たち』新潮新書、2009
- 『いい加減な人ほど英語ができる』祥伝社新書、2009
- 『女心のダンシング』モダン出版　2010
- 『蛇のファッション考』アートダイジェスト、2012